# انتقال آني
الانتقال الآني أو الانتقال اللحظي أو انتقال المادة عن بعد (بالإنجليزية: Teleportation) هي فرضية انتقال المادة من نقطة إلى نقطة أخرى بدون عبور الحيز المادي بينهما.